# East Greenland Ice-Core Project
 Der er for få eller ingen kildehenvisninger i denne artikel, hvilket er et problem. Du kan hjælpe ved at angive troværdige kilder til de påstande, som fremføres i artiklen.

East Greenland Ice-Core Project, kendt som EGRIP, er et videnskabeligt projekt, hvis formål er at hente en iskerne fra den nordøstgrønlandske isstrøm. Den første feltsæson i feltet var 2015.
En stor del af lejren, der var oprettet til North Greenland Eemian Ice Drilling Project (NEEM), blev flyttet til EGRIP-stedet i 2015. Udstyret blev bugseret af flere traktorer. Holdet løb tør for brændstof og måtte opgive noget udstyr og ankom til EGRIP-stedet den 26. maj efter ni dages bugsering.
Den borede kerne vil også give en ny registrering af tidligere klimatiske forhold fra den nordøstlige del af Grønlands indlandsis, som vil blive analyseret på adskillige laboratorier verden over. Projektet har mange internationale partnere og ledes af Center for Is og Klima, Danmark med luftstøtte udført af amerikanske skiudstyrede Hercules-fly, der styres gennem US Office of Polar Programs, National Science Foundation.
I marts 2020 blev EGRIP-feltkampagnen 2020 aflyst på grund af den igangværende COVID-19-pandemi. Feltsæsonen 2021 blev også aflyst. EastGRIP genåbnede for feltarbejde i 2022, hvor CryoEgg nåede nye dybder i isen, under tryk på over 200 bar og temperaturer på omkring -30 celcius.
Formålet med boringen er at få ny viden om hvordan isstrømme opfører sig så man bedre kan forstå hvordan isstrømme vil bidrage til den fremtidige havstigning. Målingerne på iskernerne er en ny kilde til viden om fortidens klima tilbage til Weichsel-istiden.